# 독일 개신교회
독일 개신교회(독일어: Evangelische Kirche in Deutschland 에방겔리셰 키르헤 인 도이칠란트[*], 약칭: EKD)는 1948년에 루터교회(Lutheran), 개혁교회(Reformed), 연합 개신교 교회(United Protestant)을 기초로 한 독일의 개신교 교회이다. EKD는 20 개의 주(연방주)교회의 교단으로 구성된 공법인이다.

## 용어
독일어의 개신교 연합 기관 명칭에 들어있는 '에방겔리셰(evangelische)'라는 표현은 '복음(Evangelium)'이라는 어휘로부터 파생된 단어로, 기관의 명칭을 한국어로 직역하면 '독일의 복음교회'가 된다. 유럽 지역의 개신교회는 종교개혁 정신인 복음중심주의를 강조하는 '복음', 또는 '복음적'과 관련된 단어를 개신교회에 사용한다.
영어의 신복음주의의 개념과 구별해야 한다. 독일을 비롯한 유럽 일부 언어들에서 '복음' 또는 '복음적'(evangelische)은 개신교회의 주요 정신인 제도및 교황중심주의와 대비되는 '복음중심주의'를 강조하는 용어이며, 즉 천주교와 상대되는 개념의 개신교회를 상징하는 단어이다. 독일 개신교회 EKD는 공식적으로 에큐메니컬 운동의 실천을 위해 세계교회협의회(WCC)의 회원교단으로 활동하고 있다.

## 신앙
아래 글은 독일 개신교회 누리집의 신앙항목(Faith)에서 발췌한 글을 번역한 것이다.

### 기독교 공동신조
- 주의 기도(The Lord's Prayer)
- 사도신조(The Apostles' Creed)
- 니케아신조(The Nicene Creed)

### 루터교회 신조
- 95개조 반박문(The 95 Theses): 1517년 10월 31일 마르틴 루터가 로마 가톨릭의 면죄부 판매를 논박하기 위해 작성한 신학 문서로서 면죄부 구입으로 구원을 살 수 있다는 주장을 비판한다.
- 루터의 소요리문답(Luther's Small Catechism): 1529년, 기독교인의 기본적인 신앙에 대한 답변.
- 아우구스부르크 신앙고백(The Confession of Faith of Augsburg): 1530년, 필립 멜란히톤.

### 개혁교회 신조
- 하이텔베르크 문답(Heidelberg Catechism): 1563년

### 상황신학
- 바르멘 선언(The Barmen Declaration): 1934년, 칼 바르트 등의 나치에 반대하는 저명한 신학자들이 발표한 신앙고백.

| “ | 성서에서 말하는 예수 그리스도는 우리가 듣고 사나, 죽으나 따라야 할 유일한 하나님의 말씀이시다 (바르멘 신조 1항, Jesus Christ, as he is attested for us in holy scripture, is the one Word of God which we have to hear and which we have to trust and obey in life and in death). | ” |

- 그외 예배 자료(Worship Resources)와, 설교(Sermons)가 있다.

## 조직
독일 개신교회 (기관 자체)의 주요사항을 의결하는 기구는 공동의회(Synod)로서 각 주 교단 대표에 의해 선출된 총 126명의 위원으로 구성된다. 이 공동의회는 1년에 한 번 장소를 옮기면서 개회된다. 공동의회에는 모임을 주관하는 7인의 대표회가 있고 이 대표회의 대표(Praeses)가 있다.
독일 개신교회는 한 달에 한 번 평신도와 성직자가 참여하는 협의회(Council)을 가진다. 이 협의회는 독일 개신교회의 가장 상위에 있는 협의체로서 독일의 개신교를 대표하는 단체이다. 특히 치중하는 업무는 각 교회의 협력을 증진하여 독일의 개신교회가 종교로서 발전할 수 있도록 기여하는 것이다. 협의회의 의장은 공동의회 대표를 포함한 15인의 의원으로 구성된다. 이 협의회의 의장(Chairperson)은 곧 독일 개신교회 전체의 대표가 된다.
최초의 여성 의장은 루터교회 감독(Lutheran Bishop)인 마르고트 케스만 감독(Bishop Margot Käßmann, 1958년생, 튀빙겐 대학교 개신교 신학부 졸업, 1999년 루터교회 감독으로 선출)으로서 2009년부터 2010년까지 의장직을 역임하였다가 사임했다.

## 같이 보기
- 주류 개신교 교단 목록